# عصوية ذهبية جيجوية
عصوية ذهبية جيجوية (الاسم العلمي: Chryseobacterium jejuense) هي نوع من البكتيريا، سلبية الغرام، تتبع جنس عصوية ذهبية.